# Nero d'avorio
Il nero d'avorio è un pigmento utilizzato fin dall'antichità e conosciuto dai Greci. Si ottiene cuocendo i frammenti d'avorio in un contenitore chiuso senza ossigeno. Ha circa la stessa composizione del nero animale e lo stesso metodo di preparazione, cambia solamente il materiale di partenza, in questo caso l'avorio.
È parzialmente solubile in acidi e ha un buon potere coprente.